# Adrian Knup
Adrian Knup (født 2. juli 1968 i Liestal, Schweiz) er en tidligere schweizisk fodboldspiller, der spillede som angriber hos flere europæiske klubber, samt for Schweiz' landshold. Af hans klubber kan blandt andet nævnes FC Basel og FC Luzern i hjemlandet samt tyske VfB Stuttgart.

## Landshold
Knup spillede i årene mellem 1989 og 1996 hele 49 kampe for Schweiz' landshold, hvori han scorede 26 mål. Han repræsenterede sit land ved VM i 1994 i USA.